# Bakalář
Bakalář (z lat. baccalarius) je akademický titul označující absolventa vysoké školy v bakalářském studijním programu. Zkratka tohoto titulu je Bc., pro umělecké studijní programy se používá varianta, resp. akademický titul, bakalář umění ve zkratce BcA. (z lat. baccalaureus artis), přičemž obě zkratky titulů se případně umísťují před jméno. Dosažený stupeň vzdělání dle ISCED je 6 (bachelor's degree).
Udělování titulu „bakalář“ (resp. i titulu „bakalář umění“) se v České republice řídí zákonem č. 111/1998 Sb., o vysokých školách, ve znění pozdějších předpisů. Získá ho zpravidla absolvent tří až čtyřletého studia na univerzitě nebo jiné vysoké škole, případně také student, který ukončil studium na vyšší odborné škole oprávněné tento titul ve spolupráci s vysokou školou udělovat. Dle zákona je studium vedoucí k udělení tohoto gradu zaměřeno především na přípravu k výkonu povolání a též i k dalšímu studiu. Úspěšný absolvent, bakalář, se tedy případně může přihlásit i k dalšímu vysokoškolskému studiu i v jiné oblasti v (navazujícím) magisterském studijním programu (7 v ISCED), ten následně zpravidla trvá 2–3 roky.
Jako bakaland se někdy označuje student bakalářského studijního programu, příp. student pracující na své bakalářské práci. Bakalářské studium se řádně ukončuje státní závěrečnou zkouškou (státnice), jejíž součástí většinou bývá i obhajoba bakalářské (diplomové) práce.
Obecně je bakalářský titul základním vysokoškolským titulem – vysokoškolskou kvalifikací – udělovanou de facto po celém světě. Bakalář, resp. tyto tituly nižší úrovně, se většinou ve světě v praxi běžně neužívají (nepíší atd.); v některých zemích (Česko, Slovensko) však může být jejich formální užívání v praxi častější, nicméně ani v těchto zemích se formální oslovování v podobě pane bakaláři / paní bakalářko zpravidla běžně neužívá.

## Historie
Bakalář (možná z latinského baccalaureatus, ověnčený vavřínem s bobulemi, ale zřejmě se jedná o žertovnou lidovou etymologii; ve starofrancouzštině byl slovem bachelor označován mladý aspirant rytířství; existoval i středolatinský výraz baccalaria, který označoval venkovský statek; dále je ovšem slovo nejasného původu) označoval původně na středověké univerzitě akademický gradus, jehož student dosáhl po absolvování trivia, které tvořila gramatika, dialektika a rétorika. Poté absolvent vypomáhal s učením a následně se věnoval kvadriviu. Později se tento titul získával po absolvování artistické fakulty a umožňoval vstup na ostatní fakulty univerzity. Bakalář následně po dalším studiu a obhajobě samostatné odborné práce (these) mohl získat gradus mistra (lat. magister – magistra) na artistické fakultě (fakultě svobodných umění, odtud jeho celý název „magistr svobodných umění“). V českých zemích tradičně bakalářský titul, tedy bakalářské vzdělání, umožňovalo ještě v 17. století vyučovat na obecných školách.
Pro Česko byl titul bakaláře znovu zaveden zákonem z roku 1990, aby také i české akademické tituly lépe odpovídaly titulům ve světě, respektive titulům, přesněji určitým stupňům formální kvalifikace, či programům, z anglosaského světa. Do revoluce bylo v tehdejším socialistickém Československu charakteristické „dlouhé“ vysokoškolské studium a případně následná aspirantura, tedy „dvoustupňový systém.“ Po roce 1989, resp. po přechodu od státem centrálně plánovaného hospodářství k tržní ekonomice, zde byla zákonem z roku 1990 zavedena standardní třístupňová vysokoškolská soustava, přičemž tato soustava bývá obecně označována jako ekonomicky únosnější pro nekomunistické (kapitalistické) státy, a to právě kvůli rozdělení „dlouhého“ (magisterského) studia.
V 90. letech 20. století, přesněji mezi lety 1990–1998, se dle tehdejšího vysokoškolského zákona (tedy zákona č. 172/1990 Sb.) původně v Česku studium, které vedlo k získání bakalářského gradu, oficiálně označovalo jako „(obsahově) ucelená část vysokoškolského studia.“ Tento zákon nicméně ještě zvlášť variantu bakaláře umění (BcA.) pro umělce neodlišoval. Po roce 1998 a zavedení BcA. pro umělce, respektive po Boloňském procesu, se z tohoto stal bakalářský studijní program a obdobně z „vysokoškolského studia“ se stal magisterský studijní program, z dříve „postgraduálního studia“ se pak stal doktorský studijní program (Ph.D.). Dvoustupňový systém „dlouhého“ vysokoškolského studia a případné vědecké aspirantury se tak po revoluci i v Česku transformoval do třístupňového vysokoškolského systému standardního ve světě: bakalář (bachelor's degree) – magistr (master's degree) – doktor (doctor's degree). Pro orientaci lze uvést, že bakalářské studium tak trvá většinou 3–4 roky, případné (navazující) magisterské studium další 1–3 roky a případně následné doktorské studium obvykle další 3–4 roky.

## Obdobné tituly v jiných zemích
V zemích Evropy v 90. letech 20. století postupně sjednocoval vysokoškolský systém do tří cyklů tzv. Boloňský proces. Bakalářský titul se tak v současnosti uděluje de facto po celém světě a značí standardní, základní vysokoškolský titul (stupeň kvalifikace), který označuje absolventa prvního cyklu vysokoškolského studia (blíže: ISCED), bakalářského programu, obvykle v trvání tří až čtyřletého studia na vysoké škole. Titul bakaláře (angl. bachelor) se ve světě uděluje v mnoha různých oblastech a podobách (či zkratkách), například: B.A. (či BA, z lat. baccalaureus artium) – Bachelor of Arts, což značí bakaláře humanitních věd, B.S. (BS, B.Sc., BSc, či BSc., z lat. baccalaureus scientia) – Bachelor of Science, což značí bakaláře přírodních věd, dále se ve světě udělují například: Bachelor of Engineering, Bachelor of Laws, Bachelor of Pharmacy, Bachelor of Medicine, Bachelor of Surgery a další bakalariáty, tedy pro různé obory. Existuje a uděluje se také kupříkladu: B.B.A. – Bachelor of Business Administration atd.
Oblasti, v nichž se bakalář uděluje, se liší dle jednotlivých zemí světa, rovněž se také liší i obvykle užívaný zápis (např. pokud jde o zápis zkratek, tečky – pokud jde třeba o USA či UK). Pro Evropu či Austrálii bývá typičtější bakalářský program v trvání 3 roky, pro Severní Ameriku pak většinou v trvání 4 roky.